# Земля мутантів
«Земля мутантів» (англ. MutantLand) — короткометражний постапокаліптичний мультфільм США 2010 р., створений за допомогою комп'ютерної графіки.

## Сюжет
Постапокаліптичне майбутнє. Світом заволоділи мутанти.
Троє мисливців підстрелили тварину, але остання на мотузочці втекла вглиб руїн зруйнованих хмарочосів. Пішовши туди, мисливці зрозуміли, що їх заманили в пастку. Вони намагаються втекти від смертельної небезпеки, але двох з них одного за іншим наздогнали та розірвали.
Третій мисливець незабаром знайшов таку ж тварину, як і вбиту раніше, але коли він спробував її ліквідувати, з темряви висунулася величезна зубаста паща і зжерла його.

## Ролі
- Вільям Елдер — голос

## Критика
Рейтинг фільму на сайті IMD — 6,6/10.